# Anta Babacar Ngom
Pour les articles homonymes, voir Ngom.
Anta Babacar Ngom Diack, née en 1984 à Malika au Sénégal, est une entrepreneure et femme politique sénégalaise. Elle est la directrice générale du groupe Sedima. Anta Babacar Ngom se présente à l'élection présidentielle de mars 2024.

## Biographie

### Enfance et études
Anta Babacar Ngom est née en 1986 ou 1984.
Fille de Babacar Ngom, président-fondateur de SEDIMA, Anta Babacar Ngom Diack fait son enfance dans la ferme familiale de Malika. Elle part étudier d’abord au Canada, où elle obtient à l'université York de Toronto, un Master 1 en économie. Ensuite, elle continue les études en France où elle valide son Master 2 en management international de projets et NTIC à Paris, puis son Executive MBA en communication à Sciences Po Paris.

### Expérience professionnelle et situation familiale
Anta Babacar Ngom Diack commence sa carrière professionnelle en 2009 au sein de l’entreprise familiale Sedima, spécialisée dans l’aviculture. Elle y occupe successivement les fonctions d'attachée de direction, responsable stratégie et développement, directrice du pôle stratégie et développement, directrice générale déléguée, avant d’accéder en 2016 à la tête de l’entreprise en qualité de directrice générale de Sedima,.
Anta Babacar Ngom Diack est mariée et mère de deux enfants.

### Carrière politique
Anta Babacar Ngom Diack créé son parti politique, l'Alternative pour la relève citoyenne (ARC) en août 2023,. Elle se présente à l'élection présidentielle initialement prévue pour février 2024,. Elle proteste contre le report de l'élection et est brièvement arrêtée.